# Енш, Арнольд Карлович
Арнольд (Адам) Карлович Енш (1866, Здуньска-Воля — 13 февраля 1920, Рига) — русский архитектор немецкого происхождения, санитарный инженер и градостроитель, один из пионеров русской санитарной техники и научного градостроительства (наряду с Григорием Дубелиром, Михаилом Диканским и Владимиром Семёновым) в России.

## Биография
Родился 13 августа 1866 года в городе Здуньска-Воля в семье владельца текстильной фабрики. Первоначальное образование получил в лодзинском высшем ремесленном училище.
В 1885 году поступил в Санкт-Петербургский Институт Гражданских Инженеров и окончил курс в 1890 году с правом на чин 10 класса; при выпуске награждён серебряной медалью за лучшие инженерные проекты. В июне того же года Арнольд Карлович был назначен архитектором университета св. Владимира в Киеве. Состоя в этой должности, в мае 1891 года был командирован за границу для осмотра библиотек. Возвратившись в Киев, составил проект здания библиотеки для университета.
В июле 1891 года занял место бердичевского городского архитектора. К этому времени он был в чине титулярного советника.

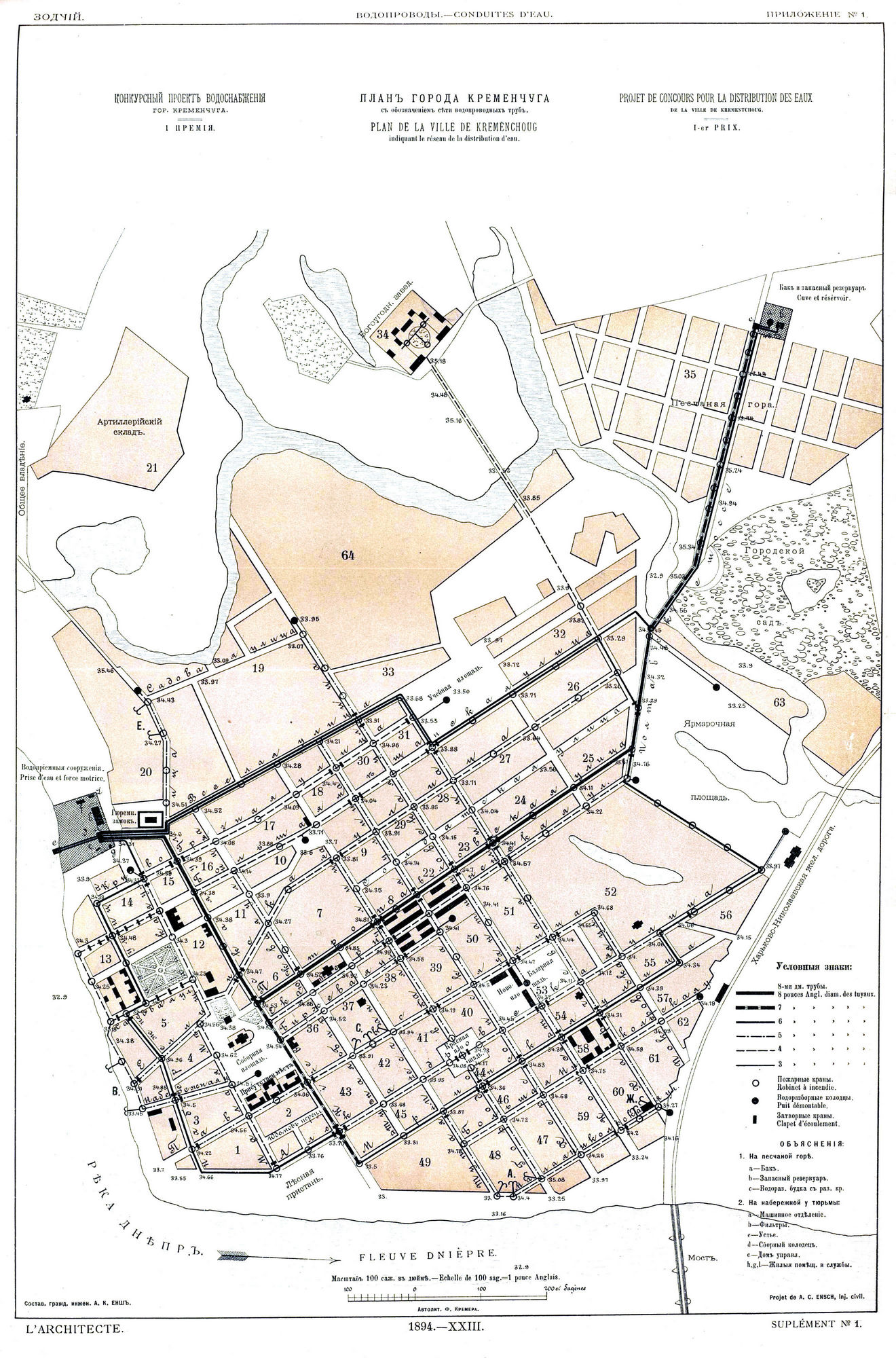
Проект водоснабжения города Кременчуга, 1892

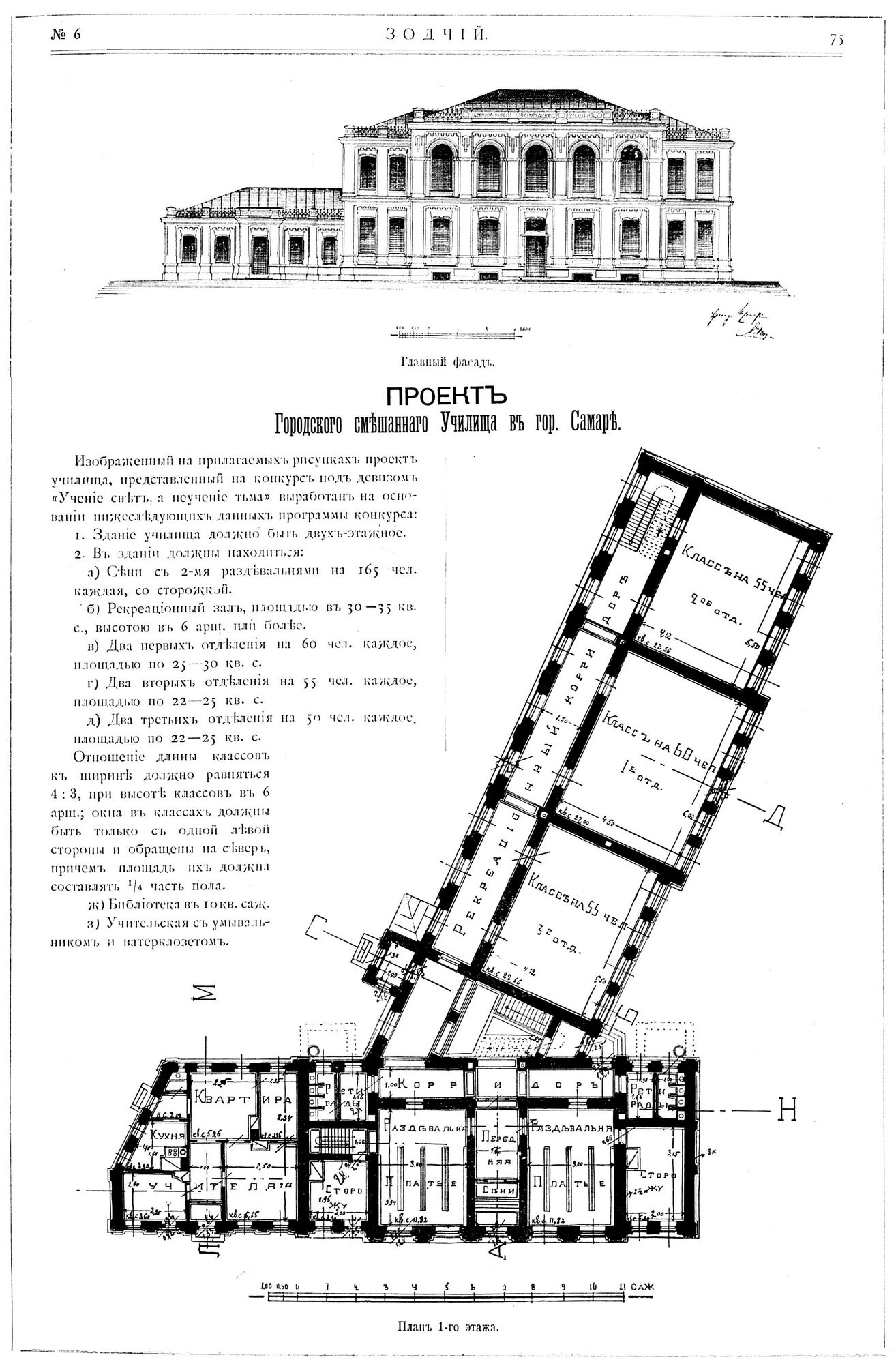
Проект городского училища в Самаре, 1900

В 1892 году принял участие в конкурсе по составлению проекта водоснабжения Кременчуга и получил за представленный проект первую премию. С 30 октября 1895 года — младший архитектор Строительного отдела Волынского губернского правления. В июле 1896 года возведен в чин коллежского асессора. 31 июля 1896 года уволен по прошению.
В 1896 году руководил работами по возведению водопровода Житомира. В 1897 году в Житомире по инициативе настоятеля церкви протоиерея Александра Селецкого составил проект и начал строительство новой Крестовоздвиженской церкви. Храм был освящён 10 декабря 1900 года. В 1895—1898 годах был главным архитектором города Житомира и младшим инженером Строительного отдела Волынского губернского правления.
С 24 января 1898 года — губернский инженер Строительного отдела Ярославского губернского правления. В этой должности в 1902 награждён орденом Св Анны 3-й степени, а с 18 февраля 1902 года произведен в надворные советники.
В 1903 году подал прошение в Совет Томского технологического института об участии в конкурсе по замещению вакансии по кафедре строительного искусства и архитектуры. Был назначен и.д. экстраординарного профессора по этой кафедре с 01 июля 1904 года. В первом семестре 1904/05 уч.гг. читал курсы лекций по строительным работам и архитектуре студентам инженерно-строительного отделения и общий курс архитектуры — студентам механического, горного и химического отделений. С 15 января 1905 года с разрешения попечителя Западно-Сибирского учебного округа направлен на лечение в заграничный 4-месячный отпуск без содержания.

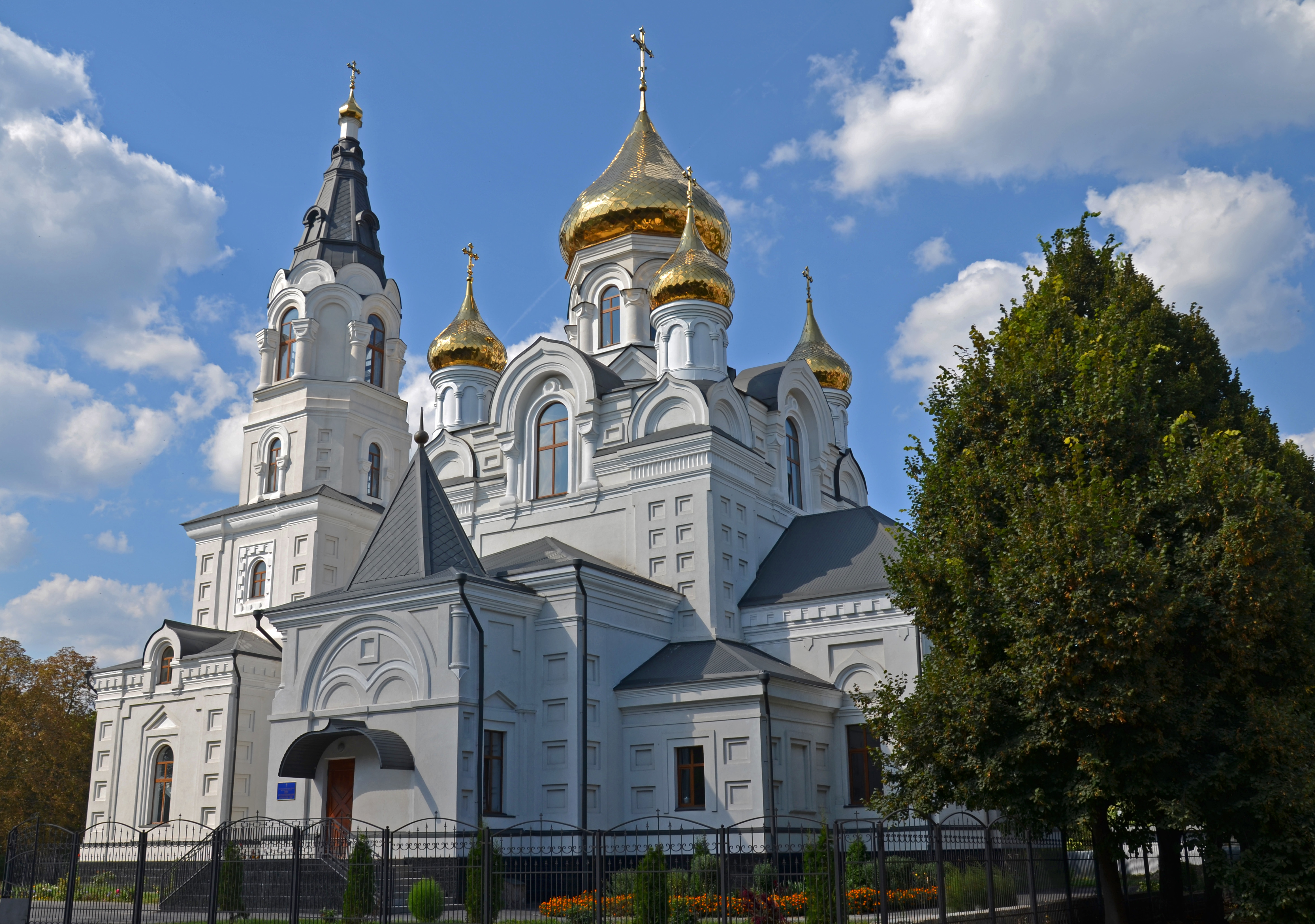
Крестовоздвиженский собор в Житомире, 1900

С 1905 года — адъюнкт-профессор Рижского политехнического института, с 1907 — экстраординарный профессор по кафедре водоснабжения и канализации (уже в чине статского советника), с 1917 — ординарный профессор по кафедре инженерных наук. В годы Первой мировой войны Рижский политехнический институт был переведен в Москву. В этом институте Енш читал курсы лекций по водоснабжению и канализации. Участвовал в конкурсах по проектированию сооружений водоснабжения, канализации, благоустройства, планировке и застройке городов. Выступал в печати по этим вопросам. Первые премии были ему присуждены за следующие проекты: городской водопровод в Кременчуге, городское училище в Самаре, пансион дворянского училища в Костроме, канализация Киева, водоснабжение и канализация г. Ращука (Болгария) и др. Участвовал в проектировании канализации Ярославля, Оренбурга, городских водопроводов в Костроме, Воронеже, Казани.

## Семья
Был женат на Енш Леонии Адольфовне. Дети: Мария-Христина (р. 1898); Арнольд-Карл (Арнольд (Анатолий) Арнольдович: 1899, Ярославль — 1936, Прага) — участник белого движения, старший унтер-офицер Русской Армии, юрист, писатель; Георгий-Адольф (Георгий Арнольдович: 1900, Ярославль — 1990, Рига) — выдающийся латвийский, затем советский историк и архивист, автор книги «Из истории архивного дела в Латвии» (1981); Ванда-Нина (р. 1902); Юлий-Эдуард (р. 1905).